# Thiéfosse
Thiéfosse ([tjeˈfos] ⓘ) ist eine französische Gemeinde mit 583 Einwohnern (Stand: 1. Januar 2022) im Département Vosges in der Region Grand Est (bis 2015 Lothringen). Sie gehört zum Arrondissement Épinal (bis 2024 Saint-Dié-des-Vosges) und ist Mitglied im Gemeindeverband Communauté de communes des Hautes Vosges. Die Bewohner werden Kédales genannt.

## Geografie
Die Gemeinde Thiéfosse liegt in den Vogesen im Südosten Lothringens, 15 Kilometer von Remiremont entfernt.
Das 7,62 km² große Gemeindegebiet von Thiéfosse umfasst einen Teil des mittleren Moselottetales, das Tal des von Osten zufließenden Ruisseau du Droit de Thiéfosse sowie die flankierenden Berggebiete, die im Osten 800 Meter, im Südwesten bis zu 890 Meter über dem Meer erreichen. Der 786 Meter hohe Sattel des Col du Xiard im Westen führt in das Moseltal und ist Fußgängern und Radfahrern vorbehalten. Das Moselottetal verengt sich an der Grenze zur Gemeinde Basse-sur-le-Rupt zu einer Schlucht (Gorges du Crosery).
Der 430 Meter hoch gelegene Talboden ist nicht für den Ackerbau geeignet, sodass Weidewirtschaft vorherrscht. Fast die Hälfte des Gemeindegebietes nimmt das Waldgebiet Forêt Domaniale de Longegoutte ein, es wird aber von zahlreichen Berghöfen und Weiden unterbrochen.
Zu Thiéfosse gehört der nördlich des Kernortes anschließende Ortsteil Les Mainqueyon.
Nachbargemeinden von Thiéfosse sind Basse-sur-le-Rupt im Norden, Saulxures-sur-Moselotte im Osten und Süden, Rupt-sur-Moselle im Südwesten, Vecoux im Westen sowie Vagney im Nordwesten.

## Geschichte
Der erste Teil des Gemeindenamens stammt von einer Person Theotharius; fosse ist die französische Bezeichnung für Graben. Der Name entwickelte sich von Tierfosse (1433, erste Nennung) über Thiefot (1656) zum heutigen Thiéfosse.
1701 wurde im Ort die erste Kapelle errichtet. Der damals ca. 500 Einwohner zählende Teilort des Ban de Vagney gehörte zur Kirchengemeinde Vagney. Ab 1795 hatte Thiéfosse einen eigenen Pfarrer. Die Kapelle wurde 1820 um einen Glockenturm erweitert und ab 1851 wurde die Kirche vergrößert. 1854 war der Umbau abgeschlossen, sodass 2004 das 150-jährige Bestehen der katholischen Kirche gefeiert werden konnte.
Nach der Französischen Revolution verblieb Thiéfosse vorerst bei Vagney. Mit dem Ziel, eine selbständige Gemeinde zu werden, reichten die Bürger 1818 eine Petition ein. 17 Jahre später wurde die Selbständigkeit erreicht.
Thiéfosse wuchs wie viele Gemeinden in den Vogesen ab 1820 rasant, als die ersten Spinnereien und Webereien gegründet wurden. Die lange Tradition der Textilindustrie endete im Jahr 2005 mit der Schließung des letzten Textilunternehmens im Ort.

### Bevölkerungsentwicklung
| Jahr      | 1962 | 1968 | 1975 | 1982 | 1990 | 1999 | 2006 | 2013 | 2022 |
| Einwohner | 544  | 568  | 584  | 610  | 643  | 602  | 592  | 609  | 583  |

Im Jahr 1856 wurde mit 790 Bewohnern die bisher höchste Einwohnerzahl ermittelt. Die Zahlen basieren auf den Daten von cassini.ehess und INSEE.

## Sehenswürdigkeiten
- Kirche Saint-Antoine, aus einer 1701 errichteten Kapelle entstanden
- Gorges du Crosery (mit Brücken für Touristen zugänglich)

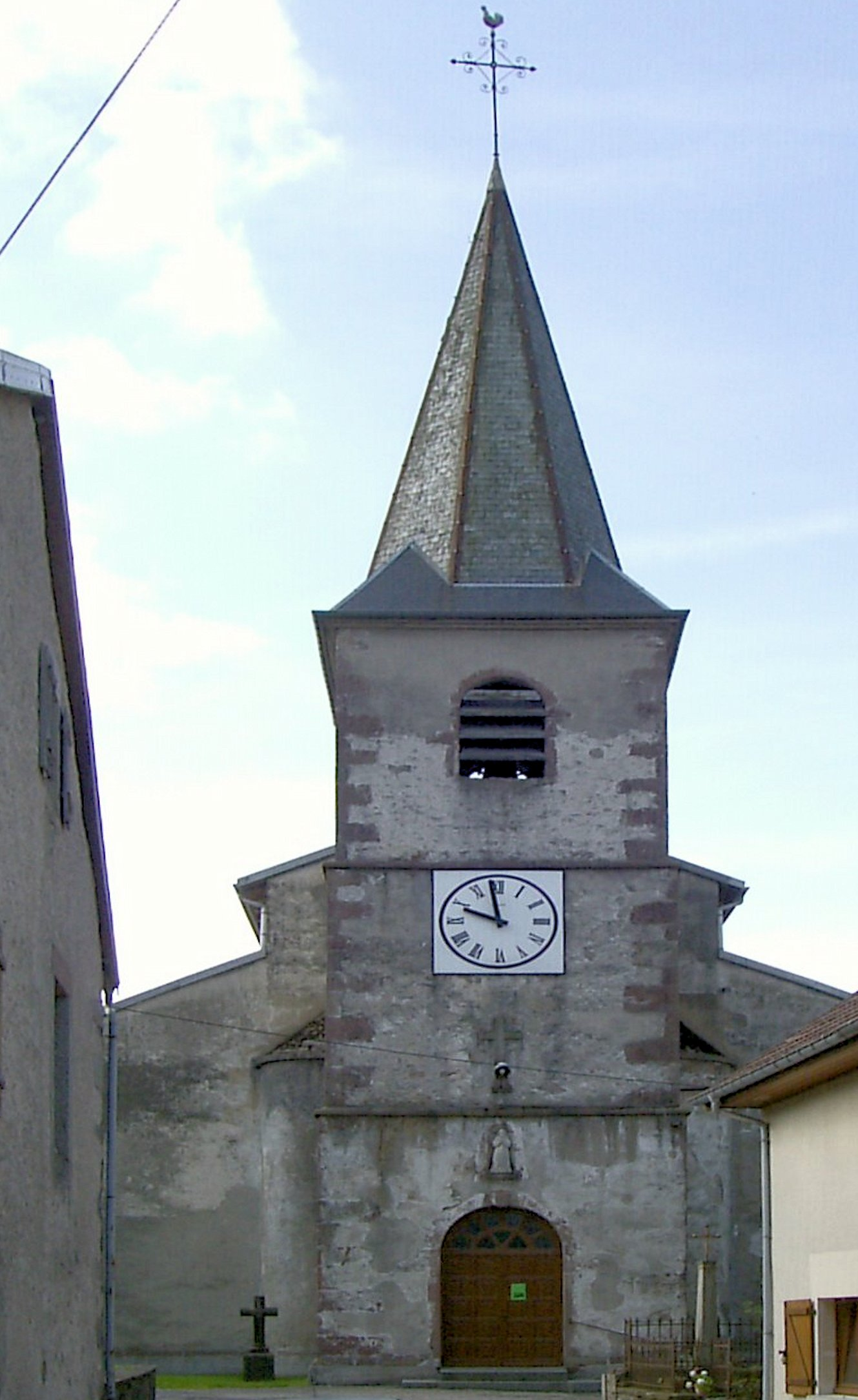
Kirche Saint-Antoine
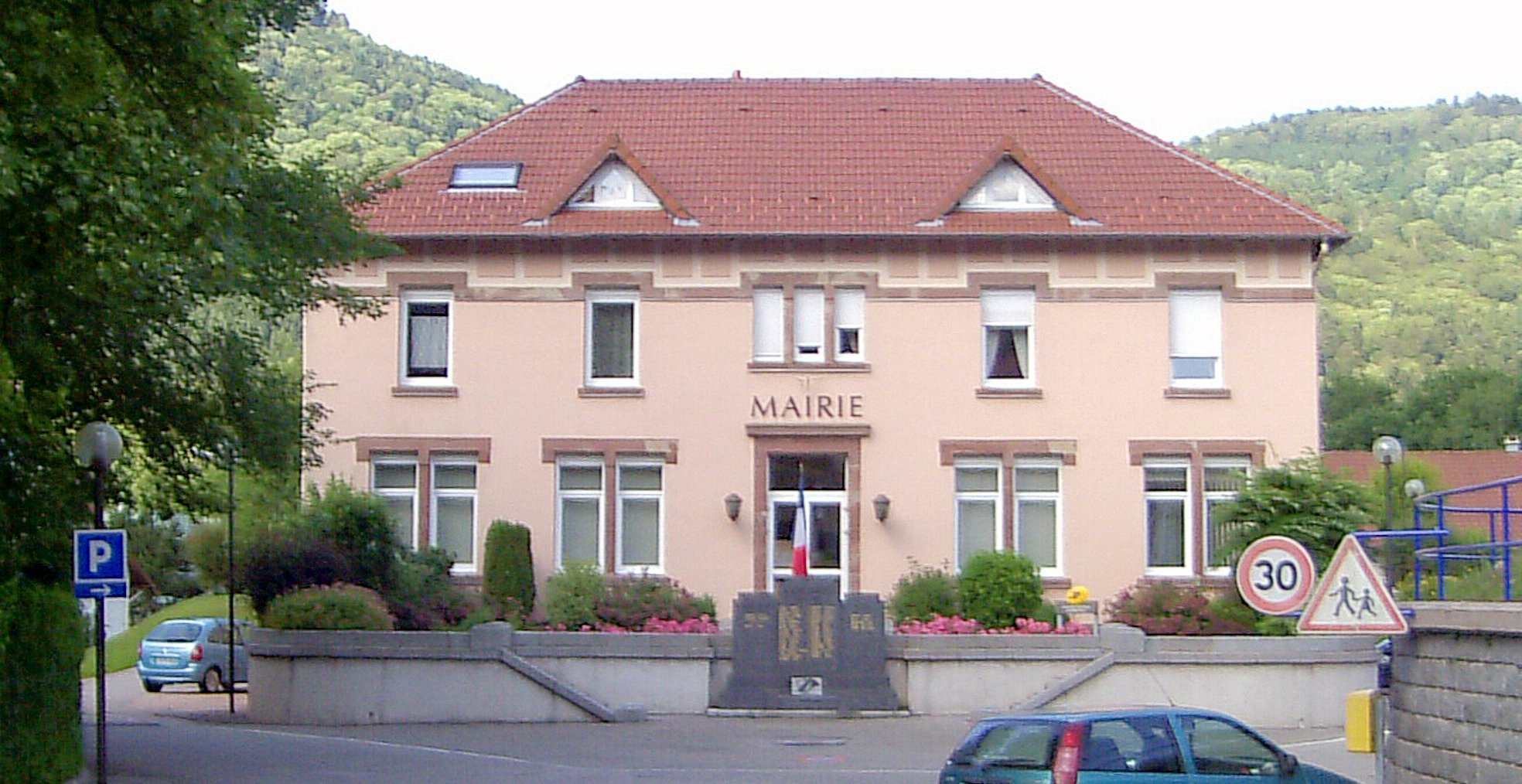
Mairie Thiéfosse
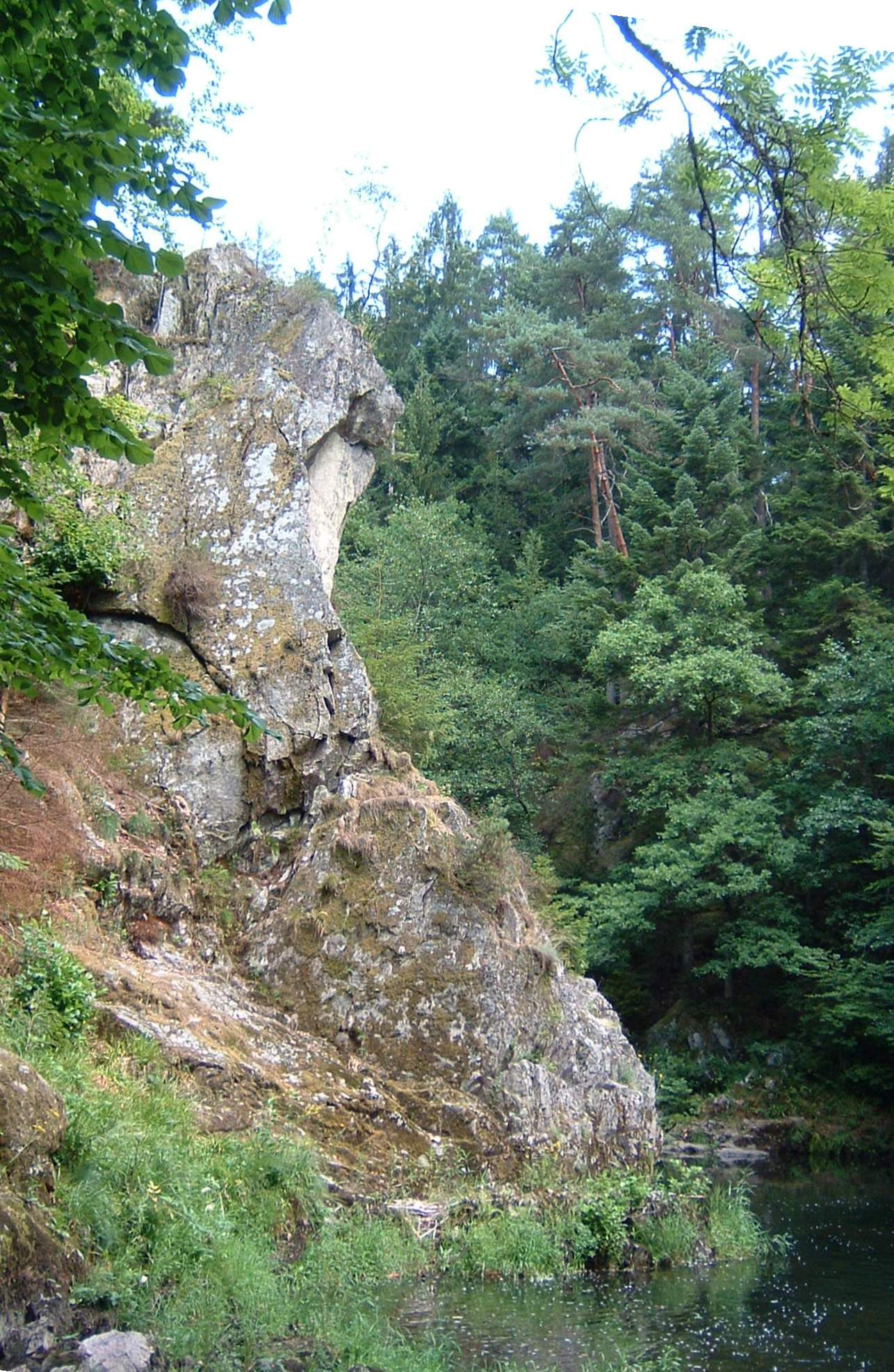
Schlucht von Crosery

## Wirtschaft und Infrastruktur
In der Gemeinde sind elf Landwirtschaftsbetriebe ansässig (Getreide- und Kartoffelanbau, Milchwirtschaft, Zucht von Pferden, Rindern, Schafen und Ziegen). In Thiéfosse gibt es kleinere Handwerks-, Handels- und Baubetriebe. Nach dem Ende der Textilindustrie setzt die Gemeinde zunehmend auf den Fremdenverkehr.
Durch Thiéfosse führt die Départementsstraße 43 von Le Syndicat über Saulxures-sur-Moselotte und Ventron zum Col d’Oderen an der Grenze zur Region Elsass. Das ehemalige Bahnhofsgebäude und der Straßenname Route de la Gare erinnern an die stillgelegte Bahnlinie von Remiremont nach Cornimont.